# 하의3도 농민운동 관련 공적비군
하의3도 농민운동 관련 공적비군은 전라남도 신안군 하의면 대리에 있는 석비이다. 2009년 12월 16일 신안군의 향토유적 제8호로 지정되었다.

## 개요
바다를 간척해서 만든 농토를 지키기 위해 수백년간 불의한 권력에 맞서 싸워온 하의3도 농민들의 역사와 저항정신을 기리기 위해 건립된 기념관에 있다.